# Foul
 (avril 2012).
Si vous disposez d'ouvrages ou d'articles de référence ou si vous connaissez des sites web de qualité traitant du thème abordé ici, merci de compléter l'article en donnant les références utiles à sa vérifiabilité et en les liant à la section « Notes et références ».
Le foul, ou fūl medammis (en arabe égyptien : فول مدمّس ; fuːl meˈdæmmes, en copte : ⲫⲉⲗ phel, fel ou ⲃⲁⲩⲉ bauē) est un plat d’Afrique du Nord et du Moyen-Orient (région MOAN), à base de fèves (foul signifie « fève » en arabe). Il est considéré par les Égyptiens comme un « don de Dieu ».
Ce mets culinaire est calorique, protéiné, long à digérer et surtout peu cher.
En Égypte c'est le plat national du pays.

## Dénominations et étymologie
Le nom de ce mets culinaire est transcrit fūl medammis, ful medammes, fuhl medammas, ful mdammes, foul medamesse (en francisé), etc.
Certains dictionnaires modernes stipulent que son nom copte est ⲫⲉⲗ phel ou fel, mais il s'agit d'un terme tiré de l'arabe (issu de l'arabisation de l'Égypte).
Ni l'Égypte antique ni les langues et dialectes coptes n'utilisaient le mot arabe « ful »/« fūl » ou un terme similaire, comme le suggère l'hypothèse d'Adeeb B. Makar et du Monastère de Saint Mina. Le nom égyptien ancien pour les fèves s'écrit en hiéroglyphes égyptiens 𓅮𓏏𓈖, retranscrit swnw en latin et سونو en arabe, et prononcé « zonu » (زونو).
L'ancien nom copte pour le foul serait "ⲃⲁⲩⲉ" (bauē).

## Histoire
Certains auteurs font remonter l'origine du foul medammes à l'ancienne Égypte,. Il se serait ensuite étendu aux pays voisins.
Certaines preuves de l'utilisation du ful est une cache de 2 600 fèves séchées découvertes sur un site du Néolithique tardif à la périphérie de Nazareth.
Ce plat est mentionné dans le Talmud de Jérusalem, indiquant qu'il était utilisé dans les pays de la Corne de l'Afrique et du Moyen-Orient depuis le IVe siècle. Bien qu’il existe d’innombrables façons de cuisiner le foul, la recette de base reste la même. Une fois le foul cuit, il est salé et consommé nature ou accompagné d'huile végétale, d'huile de maïs, de beurre, de beurre clarifié, de lait de bufflonne, de sauce béchamel, de viande de bœuf en salaison, d'œufs au plat ou à la coque, de sauce tomate, de sauce à l'ail, de tahini, jus de citron frais, piments ou autres ingrédients.
Au Moyen Âge, la fabrication du foul au Caire est monopolisée par les habitants vivant autour d'un bain public situé dans un minuscule complexe près de l'actuelle fontaine publique de Méhémet Ali, à un pâté de maisons au nord des deux élégants minarets de la mosquée du sultan al-Muayyad, au-dessus de la porte Bab Zuweila du XIe siècle. Pendant la journée, les préposés aux bains alimentent les feux réchauffant les qidras, qui sont d'énormes marmites d'eau de bain. Le bois étant rare, les déchets étaient utilisés comme combustible, si bien qu'une décharge s'est développée autour des bains. À la fermeture des bains, les braises rouges des feux continuaient de brûler. Pour profiter de ces précieux feux, d'immenses qidras étaient remplies de fèves, et ces chaudrons mijotaient toute la nuit, voire toute la journée, afin d'offrir le petit-déjeuner à la population du Caire. Les cuisiniers du Caire envoyaient leurs serviteurs à ce bain public pour acheter leur foul en gros.
Le Fūl est préparé à partir du petit haricot rond connu en Égypte sous le nom de fūl ḥammām (« haricots de bain »). Les haricots sont cuits jusqu'à ce qu'ils soient très tendres. D'autres types de haricots utilisés par les cuisiniers égyptiens sont le fūl rūmī (« romain », c'est-à-dire les « fèves européennes »), les grosses fèves en forme de rein et le fūl baladī (« haricots de campagne », qui sont de taille moyenne). Fūl nābit (copte : ⲫⲉⲗⲉⲧⲣⲏⲧ, Feletrat) sont des germes de fèves, fūl akhḍar (« vert fūl ») sont des fèves fraîches et fūl madshūsh (« fūl écrasé ») sont des fèves broyées.

## Consommation
- En Égypte, il est le plat national. Il est consommé par toutes les classes de la population, généralement pour le petit déjeuner. Il est servi chaud et les fèves sont consommées broyées ou intactes.
- En Somalie , le fuul est un aliment de base du petit-déjeuner. Il est souvent servi avec des œufs, du pain khubz/ceesh ou du pain plat somalien traditionnel appelé laxoox/canjeero . Il est très similaire aux variantes égyptienne , soudanaise et saoudienne du plat, mais généralement plus épicé en raison de l'utilisation par les Somaliens du mélange d'épices xawaash ( cumin , coriandre , sauge, poivre , fenugrec , curcuma , gingembre , cardamome , clous de girofle , muscade et safran ).
- Au Levant, il est consommé avec des galettes levantines ou du pain pita. On le mange traditionnellement avec les mains.
- Au Maghreb, il est consommé dans de nombreuses régions.
  - En Algérie le foul est très consommé dans l'Est du pays.
  - Au Maroc il est consommé dans tout le pays.
  - En Tunisie il est consommé dans le pays.
- En Afrique sahélienne, on le retrouve au Soudan et au Tchad où il est appelé ful masri (« foul égyptien »).

## Préparation

### En Algérien
Les fèves sont préparées dès la matinée, à la vapeur, de manière qu'elles soient tendres. On y ajoute du sel et parfois du poivre et du cumin. Le foul est consommé sans sauce, contrairement à l'Égypte, mis à part à Constantine où il est appelé ros bratel.

### En Égypte

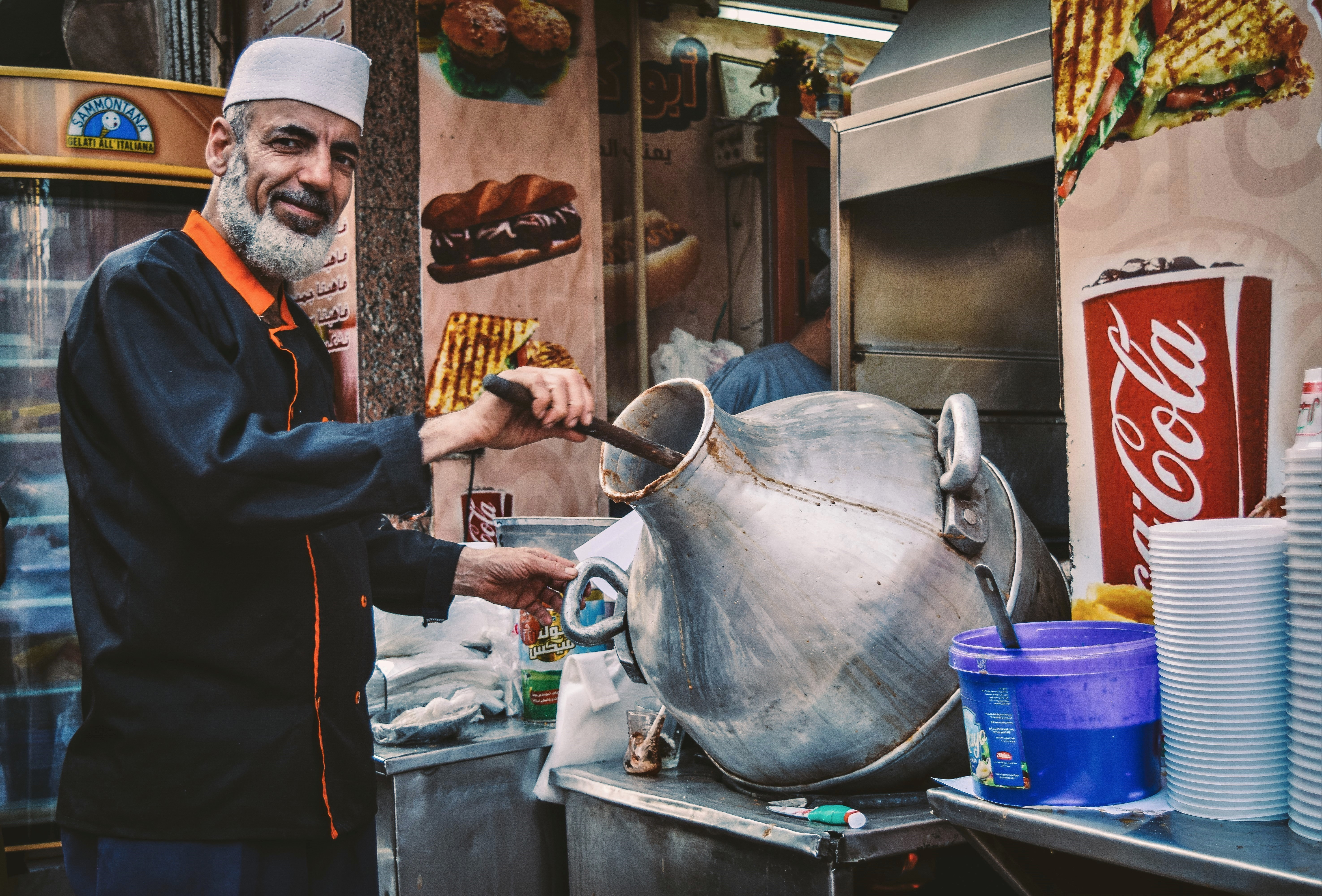
Vendeur de foul mudames.

Les fèves sont longuement mijotées (traditionnellement toute la nuit), puis mélangées à de l'huile. Il est courant d'y ajouter de l'oignon, de l'ail, du persil, du jus de citron et des épices. Le ragoût obtenu peut être servi tel quel ou dans un pain arabe. À titre indicatif, une portion de foul au Caire, en 2012, coutait de 1 à 3 LE (moins de 30 centimes d'euro).

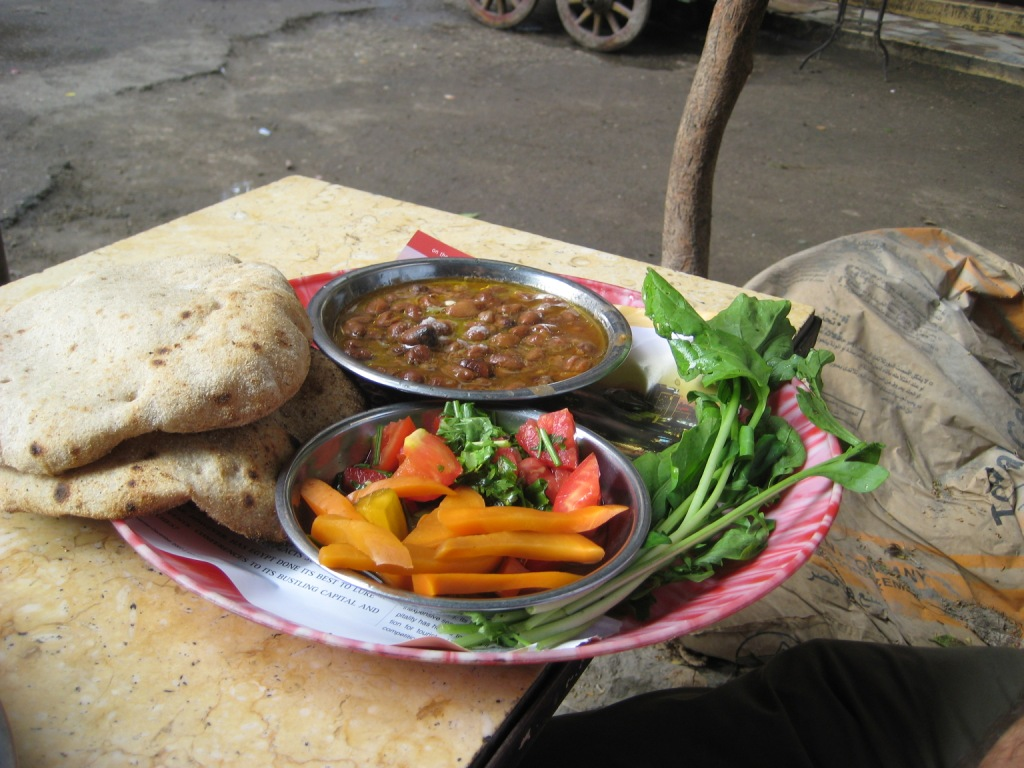
Petit déjeuner de rue en Égypte, comportant une portion de foul (2008).

### Au Maroc
Il est aussi consommé comme une salade copieuse. Il se compose généralement de fèves , de tomates hachées , d' oignons , de persil , de jus de citron , d'huile d'olive, de poivre et de sel. Il est également rajouté dans beaucoup de plats comme le célèbre rfissa.
Dans certaines régions il est appelé foul mchermel.

### En Somalie
En Somalie , le fuul est un aliment de base du petit-déjeuner. Il est souvent servi avec des œufs, du pain khubz/ceesh ou du pain plat somalien traditionnel appelé laxoox/canjeero . Il est très similaire aux variantes égyptienne , soudanaise et saoudienne du plat, mais généralement plus épicé en raison de l'utilisation par les Somaliens du mélange d'épices xawaash ( cumin , coriandre , sauge, poivre , fenugrec , curcuma , gingembre , cardamome , clous de girofle , muscade et safran ).

### En Tunisie
Les fèves doivent être cuites dans l'eau citronnée tout en y ajoutant du sel et du cumin. Le foul est également consommé sans sauce en Tunisie.
Parmi les variantes tunisiennes du foul mdammes, le foul bel kamoun (fèves au cumin) et le foul bel hrisa (fèves à la harissa).